# 디아볼릭 러버즈
디아볼릭 러버즈(일본어: ディアボリックラヴァーズ, Diabolik Lovers)는 Rejet의 일본의 비주얼 노벨 시리즈이다. 첫 번째 작품은 플레이스테이션 포터블 시스템용으로 2012년 10월 11일에 출시되었다. 지금까지 이 시리즈에서 7개의 게임들이 출시되었으며 그 중 처음 2개는 플레이스테이션 비타용으로 리마스터링되어 리미티드 V 에디션(Limited V Editions)라는 이름으로 출시되었다. 7번째 게임은 2019년 3월 닌텐도 스위치에서 플레이 가능한 형태로 출시되었다.